# Viện Nghiên cứu Phát triển xã hội Liên Hợp Quốc
Viện Nghiên cứu Phát triển xã hội Liên Hợp Quốc viết tắt tiếng Anh là UNRISD (United Nations Research Institute for Social Development) là "một viện nghiên cứu độc lập trong khuôn khổ Liên Hợp Quốc thực hiện nghiên cứu đa ngành và phân tích chính sách về khía cạnh xã hội của vấn đề phát triển hiện đại" .
UNRISD được thành lập vào năm 1963 với nhiệm vụ tổ chức nghiên cứu chính sách có liên quan về phát triển xã hội, phù hợp với công việc của Ban thư ký Liên Hợp Quốc, các ủy ban khu vực và cơ quan chuyên môn, các tổ chức và quốc gia.